# Halkların Demokratik Partisi
De Democratische Partij van de Volkeren (Turks: Halkların Demokratik Partisi (HDP), Koerdisch: Partiya Demokratik a Gelan) is een linkse politieke partij in Turkije. De partij is verbonden met de Koerdische Democratische Regio Partij (DBP), de Groen Linkse Partij (Yeşil Sol Parti), het Democratisch Congres van de Volkeren (HDK) en het Democratisch Maatschappij Congres (DTK). Ze staat bij het Turkse publiek vooral bekend om haar steun aan rechten voor (Koerdische) minderheden en hun nastreven naar een federale staat.

## LGBT

HDP steunt de (Koerdische) lgbt-gemeensschap en vice versa

(Koerdische) LGBT-organisaties genieten brede steun van de HDP en vice versa. De partij definieert heteronormativiteit als een vorm van discriminatie. Ze strijdt tegen homofobie en transfobie. Het bieden van vrijheden aan de LGBT gemeenschap zal de heteroseksuelen ook bevrijden, zo betoogt de partij in haar partijprogramma.

## Onlusten rond IS-belegering van Kobani en Turks embargo (2014)
Toen ISIS in het najaar van 2014 het Syrische Kobani belegerde en de Turkse regering Koerden die Kobani wilden gaan verdedigen aan de grens tegenhield, brak massaal protest uit in Zuid-Oost-Turkije. De HDP steunde het protest openlijk en riep op om de straat op te gaan, plekken te bezetten en te demonstreren. Tientallen demonstranten en tegenbetogers vonden de dood, onder meer bij clashes tussen aanhangers van de militaire tak van de PYD; de YPG en hun rivalen de religieus conservatieve Koerdische Hüda Par en als gevolg van politiekogels. Volgens het IHD vielen er 46 doden en 682 gewonden, terwijl 1974 personen gearresteerd werden waarvan er 38 nadien werden gemarteld. Familieleden van vier jonge slachtoffers, aangevallen door PKK/KCK-leden op verdenking van Daesh-lidmaatschap, hielden in de rechtszaak van 2016 HDP-co-voorzitter Demirtaş en burgemeester Gültan Kışanak van de HDP verantwoordelijk voor de moorden.

## Parlementaire immuniteit
Op 20 mei 2016 stemde het Turkse parlement met 376 stemmen in met de hervorming van de parlementaire immuniteit, hetgeen meer is dan 2/3 van het aantal stemmen. Hiermee werd de weg vrijgemaakt voor gerechtelijke vervolging van parlementsleden die reeds een gerechtelijk vooronderzoek achter hun naam hadden. Dit kan in het uiterste geval voor 50 van de 59 HDP-verkozenen samen met 27 AKP-, 51 CHP-, 9 MHP-verkozenen en een onafhankelijk parlementslid tot het verlies van hun parlementszetel leiden.
Op 4 november 2016 werden co-voorzitters Demirtaş, Figen Yüksekdağ en negen andere HDP-parlementsleden gearresteerd en door het gerecht van Diyarbakir in verdenking gesteld van het bevorderen, aanmoedigen en logistiek ondersteunen van een terroristische organisatie. Met name president Recep Tayyip Erdogan beschuldigde de HDP ervan banden te hebben met de PKK en zelfs haar politieke arm te zijn. Zelf ontkende de partij dat. Abdullah Zeydan is een van de negen opgepakte parlementsleden. Hij staat bekend om zijn dreigende uitlating; De PKK is een vredes- en volksbeweging die Turkije en het Midden-Oosten in een rozentuin zal veranderen. De PKK heeft zo een macht, dat ze jullie in hun speeksel verdrinkt.
De EU en de VS maakten bezwaar tegen wat ze beschouwden als politiek gemotiveerde gevangenzettingen. De Duitse minister Steinmeier sprak van een poging om de oppositie monddood te maken. Echter, ook in Frankrijk, Engeland, Wales, Denemarken en Spanje is de verheerlijking van terrorisme strafbaar gesteld en heeft het geleid tot vervolgingen en veroordelingen. De HDP reageerde met een boycot van het parlement. Op dezelfde dag van de arrestaties volgde een bomaanslag op Turkse politie-eenheden in Bağlar te Diyarbakir, waarbij 11 mensen hun leven verloren, waarvan twee politie agenten en negen burgers. De HDP hield ISIS verantwoordelijk, echter waren het de Koerdische Vrijheidsvalken die de bomaanslag op hun website opeisten. De gouverneur van Diyarbakir meldde eerder dat de PKK erachter zat.
Op 2 november 2016 was Yüksekdağ al door de rechtbank van Ankara tot zes jaar cel veroordeeld voor het verspreiden van terreurpropaganda. Met het definitieve vonnis en de mondelinge mededeling hiervan in het Turkse parlement verloor ze 21 februari 2017 haar parlementszetel, overeenkomstig artikels 76 en 84 lid 2 van de Turkse Grondwet. Op 9 maart 2018 verloor ze haar partij lidmaatschap.
De partij ziet zich als een Koerdische partij, die een federale staat nastreeft waarin Zuidoost-Anatolië en Oost-Anatolië als Noord-Koerdistan wordt aangemerkt. Ze eisen een stop op militair ingrijpen van Turkse strijdkrachten op de separatisten van de PKK en eisen een terugkeer naar het hervormingsproces onder aanvoering van de internationale gemeenschap. Bij monde van Figen Yüksekdağ, een ander voormalig co-voorzitter, sprak de partij zich uit zich gesteund te zien worden door de YPG, YPJ en de PYD.
Na de aanslagen in Istanboel op 10 december 2016 door de Koerdische Vrijheidsvalken nam het staatsapparaat opnieuw honderden partijleden in hechtenis. De meeste HDP-burgemeesters werden geschorst of afgezet en het bestuur van de gemeenten kwam onder toezicht.
Op 18 januari 2017 deelden de Turkse aanklagers mee dat ze tot 142 jaar gevangenschap eisten tegen Demirtaş. Alhoewel het Europees Hof voor de Rechten van de Mens op 20 november 2018 oordeelde dat Demirtaş moest worden vrijgelaten in afwachting van zijn vonnis, betekende het vonnis van 4 december 2018 van het Hof van Justitie in Istanbul dat hij rekeninghoudende met zijn periode in voorarrest nog zijn straf moet uitzitten. In totaal kreeg de HDP co-voorzitter een straf opgelegd van vier jaar en acht maanden voor het maken van propaganda voor een terroristische organisatie en zijn leider, vanwege zijn toespraak in 2013 te Zeytinburnu. Dit betekende de vernietiging van het vonnis van het Europees Hof voor de Rechten van de Mens, zoals ook onderschreven wordt door Demirtaş' advocaat. In andere processen werd hij ook beschuldigd van smaad tegen Erdogan. De correctionele rechtbank van eerste aanleg in Ankara besloot in december 2018 om de aanklachten vanwege smaad te bundelen in één proces, hetgeen zijn advocaten ook wensten.

## Opvolging co-voorzitterschap
Sezai Temelli en Pervin Buldan werden op het derde partijcongres van 11 februari 2018 gekozen tot co-voorzitters van de partij. Demirtaş bleef nummer een op de lijst. Voorafgaand aan het partijcongres kwam het tot een rel binnen de HDP. Parlementslid van Şırnak Hasip Kaplan schreef hij op twitter: Op het HDP partijcongres mag onder geen beding een Turk zijn oog laten vallen op de plek van Demirtaş, dat is mijn bescheiden voorstel, iedereen moet zijn plaats kennen! Zijn mikpunt was de etnisch Turkmeen Sırrı Süreyya Önder die genoemd werd als een van de mogelijke kandidaten om het co-voorzitterschap op zich te nemen. Hoewel het partijbestuur in eerste instantie melding maakte van een gehackte Twitteraccount, kwam het er later op terug en distantieerde zich van de ongevoelige uitlatingen van Kaplan.

## Verkiezingen

### Verkiezingen 2014
Tijdens de lokale verkiezingen van 30 maart 2014 behaalde de Partij voor Vrede en Democratie (BDP) met co-voorzitters Selahattin Demirtaş en Gültan Kışanak 2.027.782 stemmen, oftewel 4,16%. In juni 2014 gingen bijna alle parlementsleden van de BDP over tot de HDP. Op 11 juli 2014 ging de BDP over tot naamswijziging: Democratische Regio Partij (DBP), waarmee de HDP een samenwerkingsverband mee heeft.
Demirtaş behaalde voor de presidentsverkiezingen van augustus 2014 3.958.048 stemmen wat correspondeert met 9.76%.

### Verkiezingen 2015
Bij de parlementsverkiezingen van juni 2015 kwam de HDP voor het eerst op in algemene verkiezingen. De campagne, geleid door covoorzitters Selahattin Demirtaş en Figen Yüksekdağ, maakte van de HDP direct de vierde partij, met 13,12% van de stemmen en 80 van de 550 zetels. Hierdoor kreeg de AKP niet de absolute meerderheid die door peilingen in het vooruitzicht was gesteld.
Van alle partijen die zetels behaalden bij de verkiezingen had de HDP met 23 vrouwen procentueel gezien de meeste vrouwelijke parlementariërs in het Turkse parlement, 39% van de HDP parlementariërs is vrouw.
De HDP leverde met Ali Haydar Konca (minister van EU Zaken) en Müslüm Doğan (minister van Ontwikkelingszaken) twee ministers aan het 63ste Turks kabinet. Zij dienden 22 september 2015 hun ontslag in.
Bij de parlementsverkiezingen van november 2015 behaalde de partij 5.148.085 stemmen, oftewel 10,76% van de stemmen en 59 van de 550 zetels. Dit betekende een verlies van 2,36 procentpunt en 21 zetels.

### Verkiezingen 2018
De HDP behaalde in de parlementsverkiezingen van juni 2018 5.866.309 stemmen wat overeenkomt met 11,70% van het totaal aantal stemmen. De partij bemachtigde 67 van de 600 beschikbare zetels in het parlement. De presidentskandidaat Selahattin Demirtaş kreeg 4.205.794 stemmen voor de presidentsverkiezingen van juni 2018, wat overeenkomt met 8,4% van het totaal aantal stemmen.

### Verkiezingsresultaten 2014-2015-2018

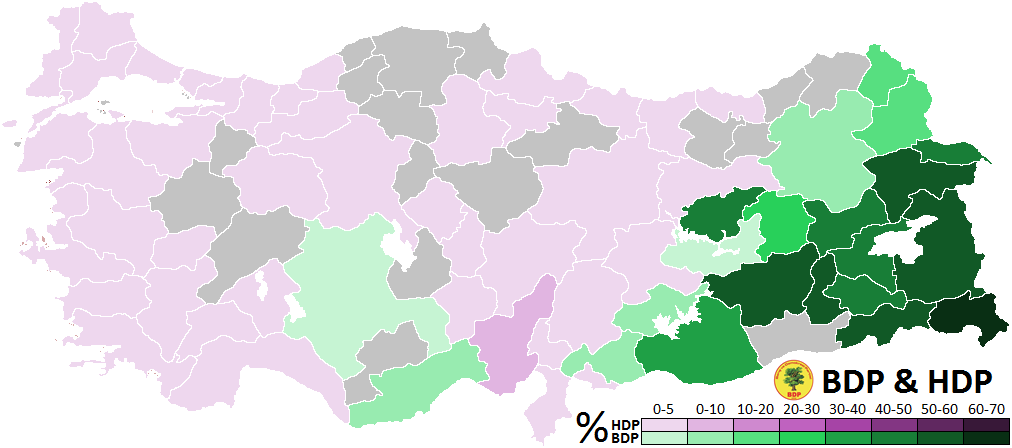
Resultaten verkregen door de kartelpartners HDP en BDP in de lokale verkiezingen van maart 2014, per provincie
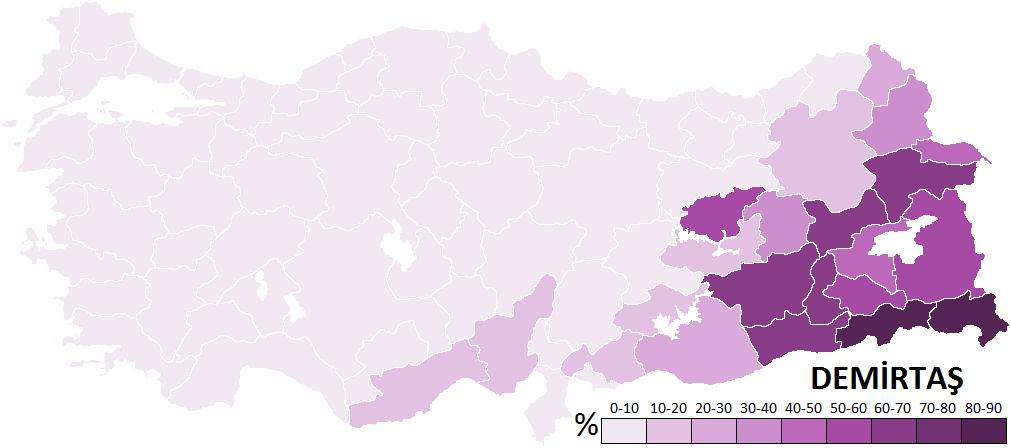
Resultaten verkregen door Selahattin Demirtaş, de presidentskandidaat van de HDP in de presidentsverkiezingen van augustus 2014, per provincie
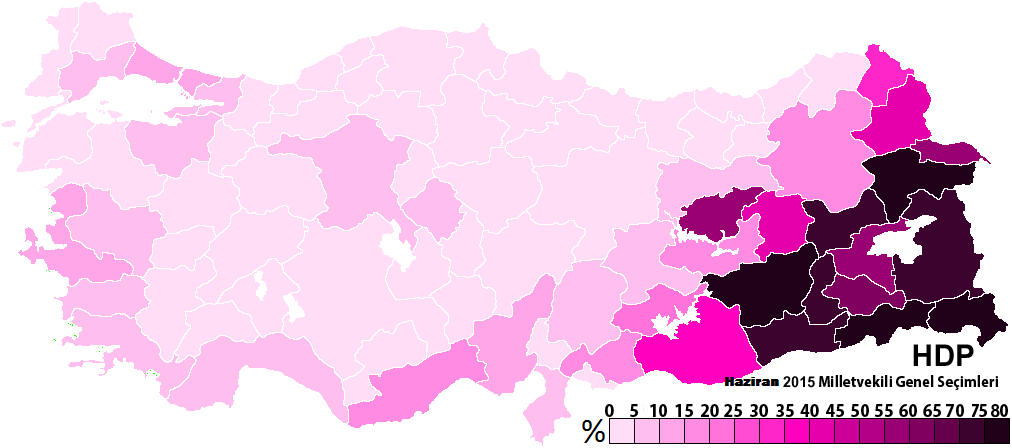
Resultaten verkregen door de HDP in de parlementsverkiezingen van juni 2015, per provincie
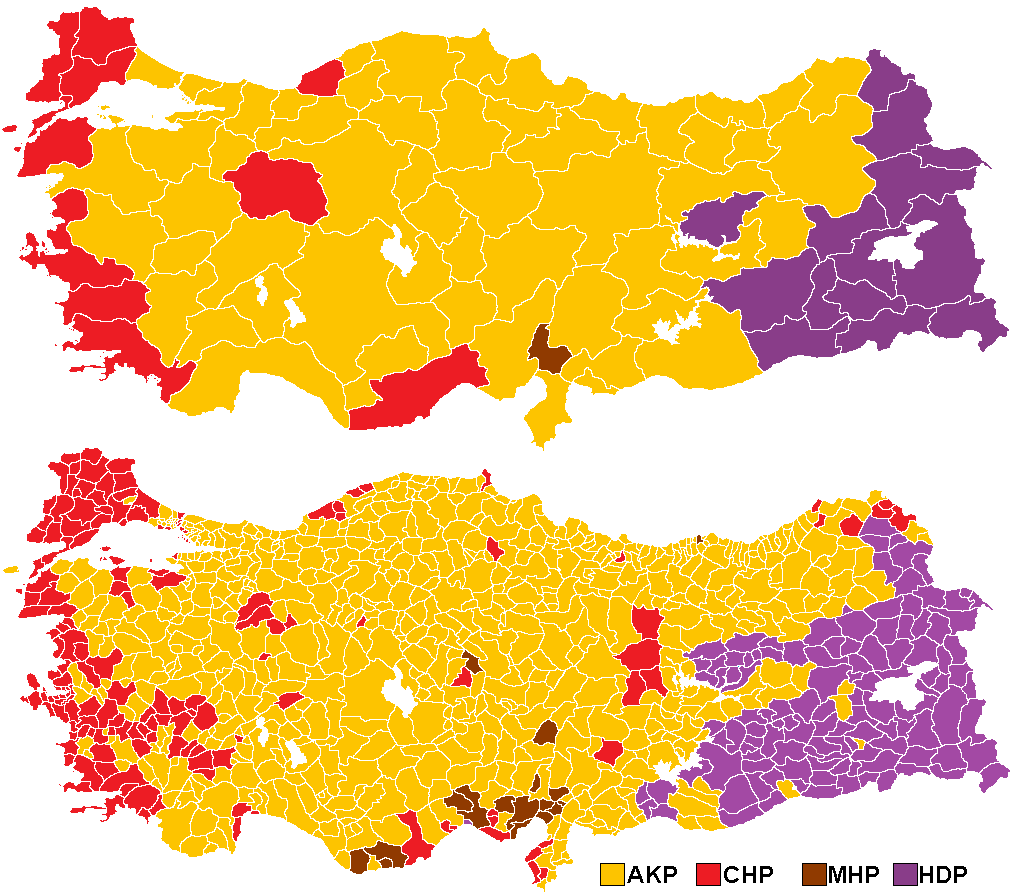
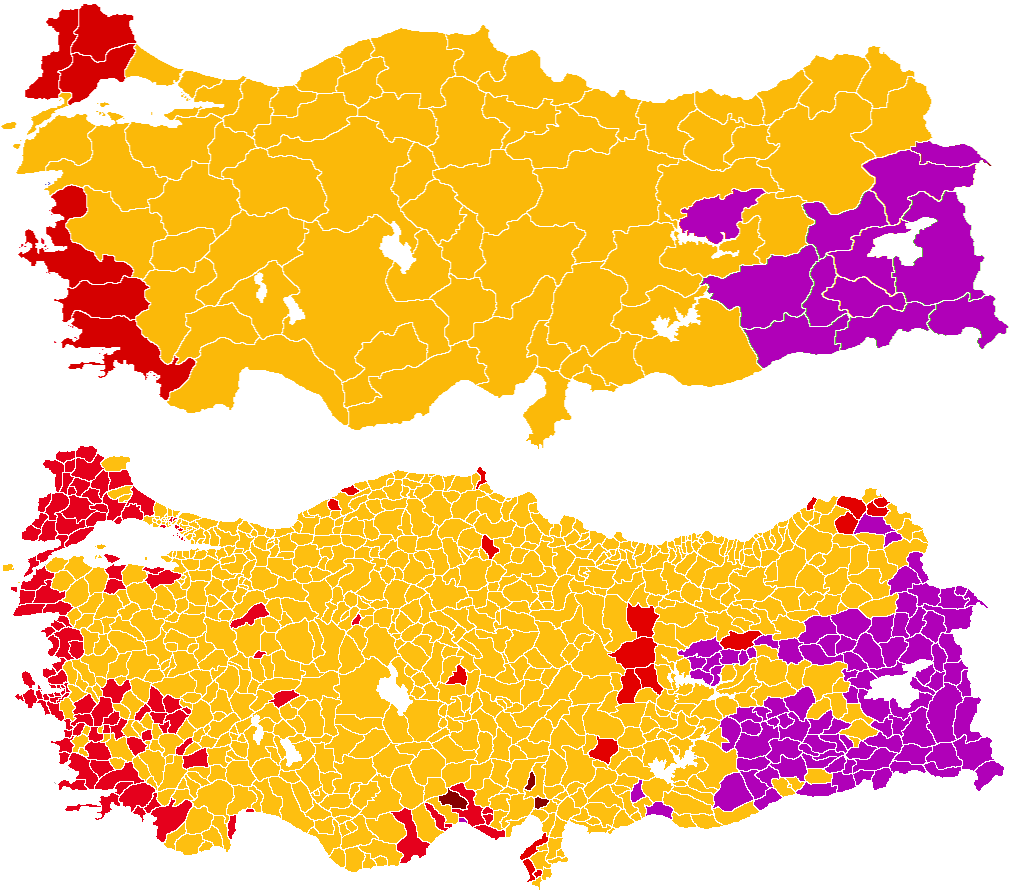
Resultaten verkregen door de HDP in de parlementsverkiezingen van november 2015 (paars), per provincie en gemeente
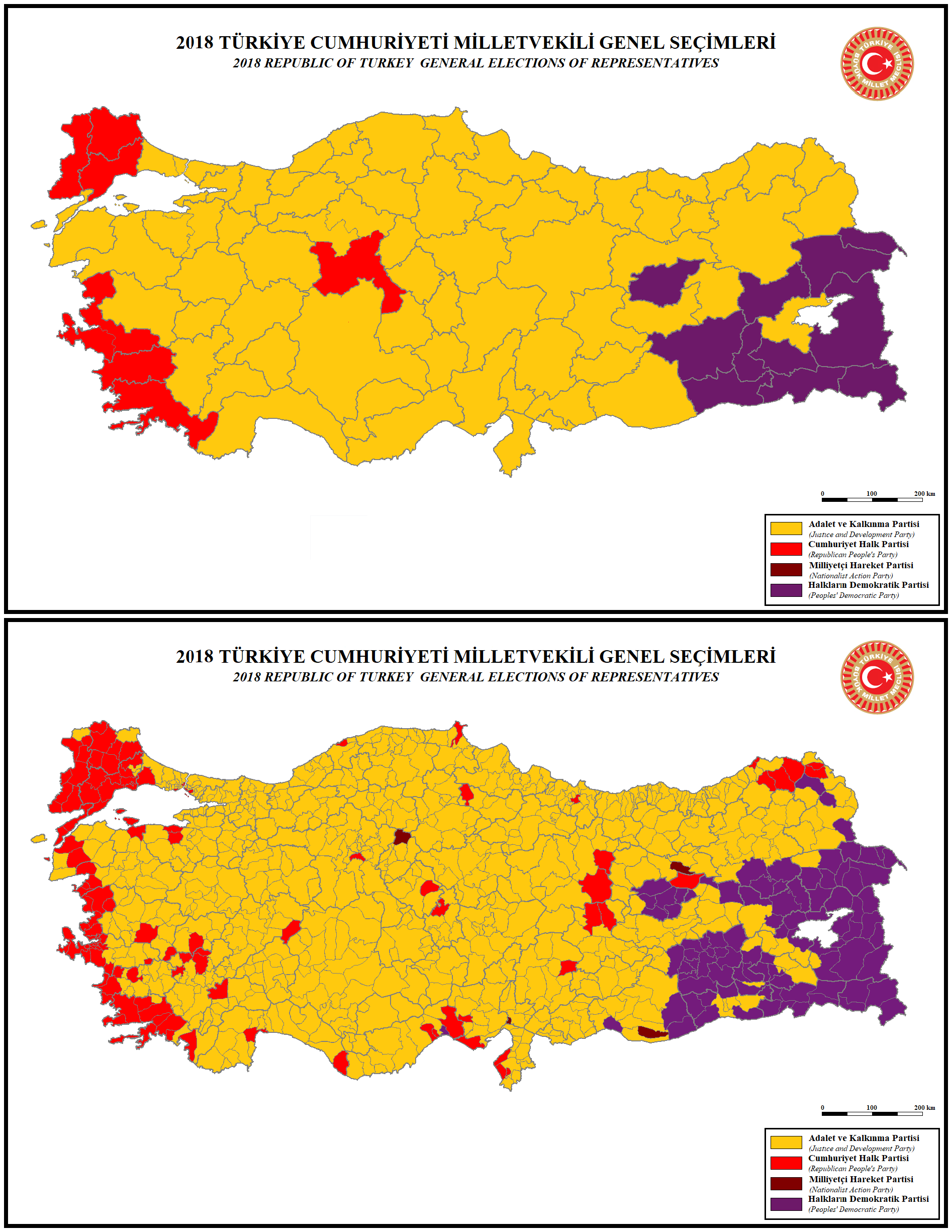
Resultaten verkregen door de HDP in de parlementsverkiezingen van juni 2018 (paars), per provincie en gemeente
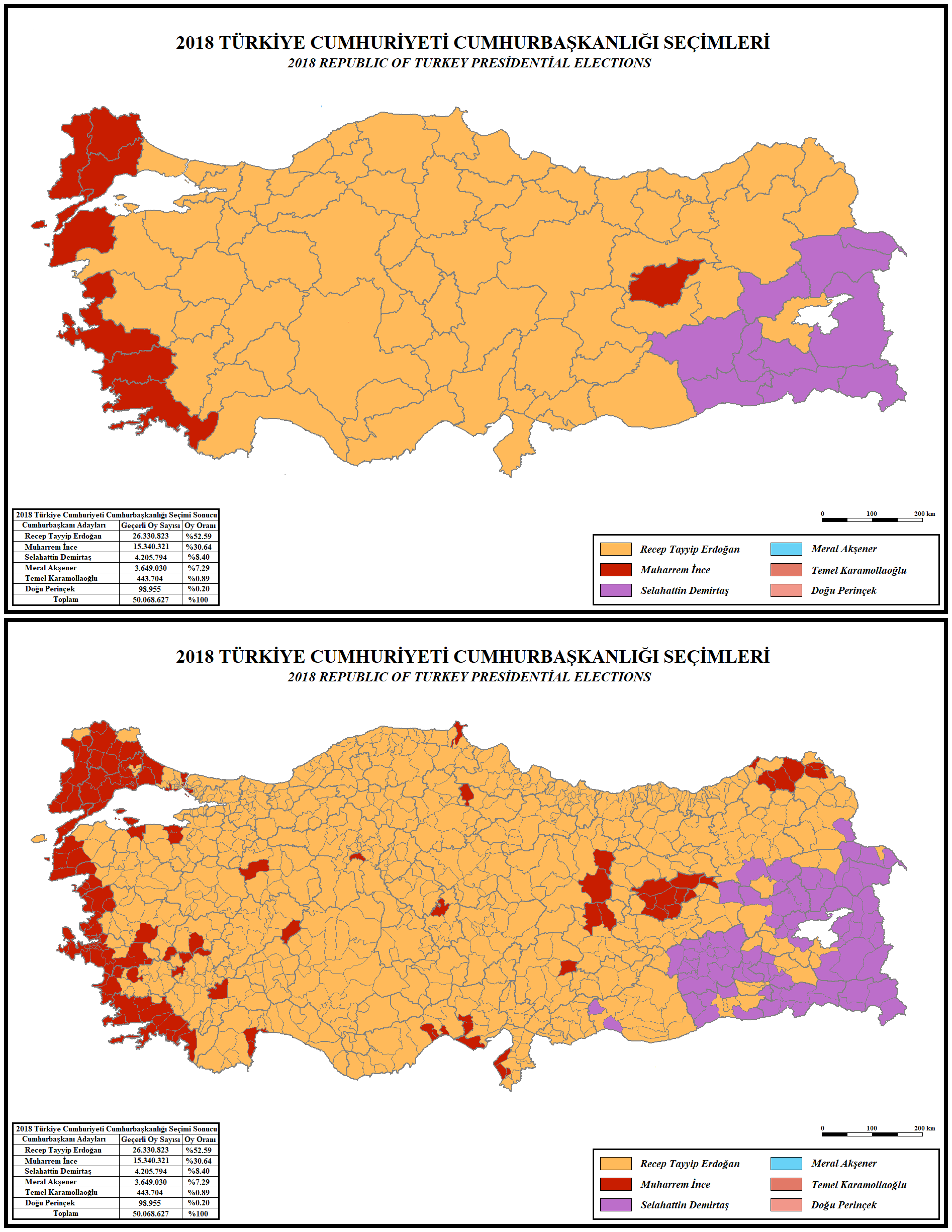
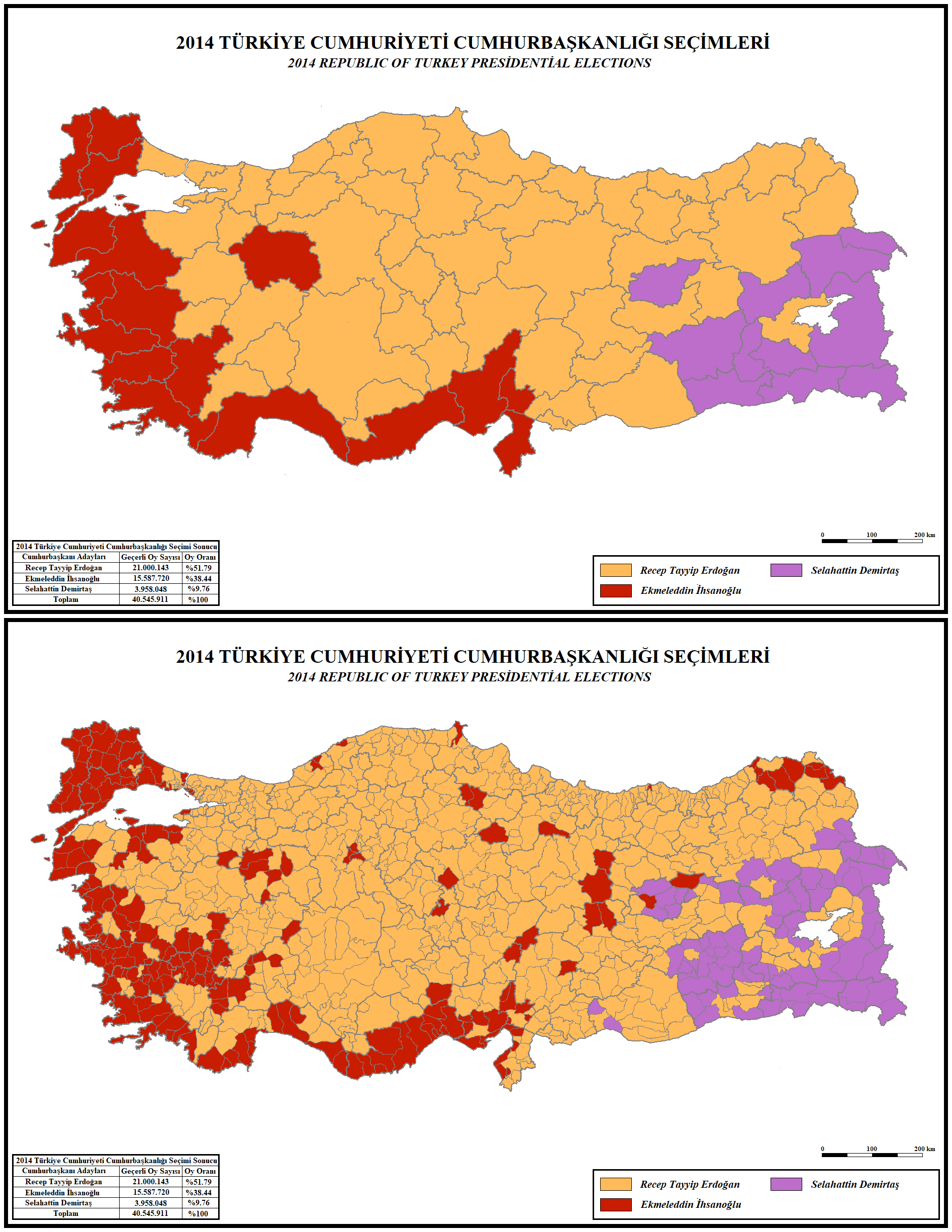
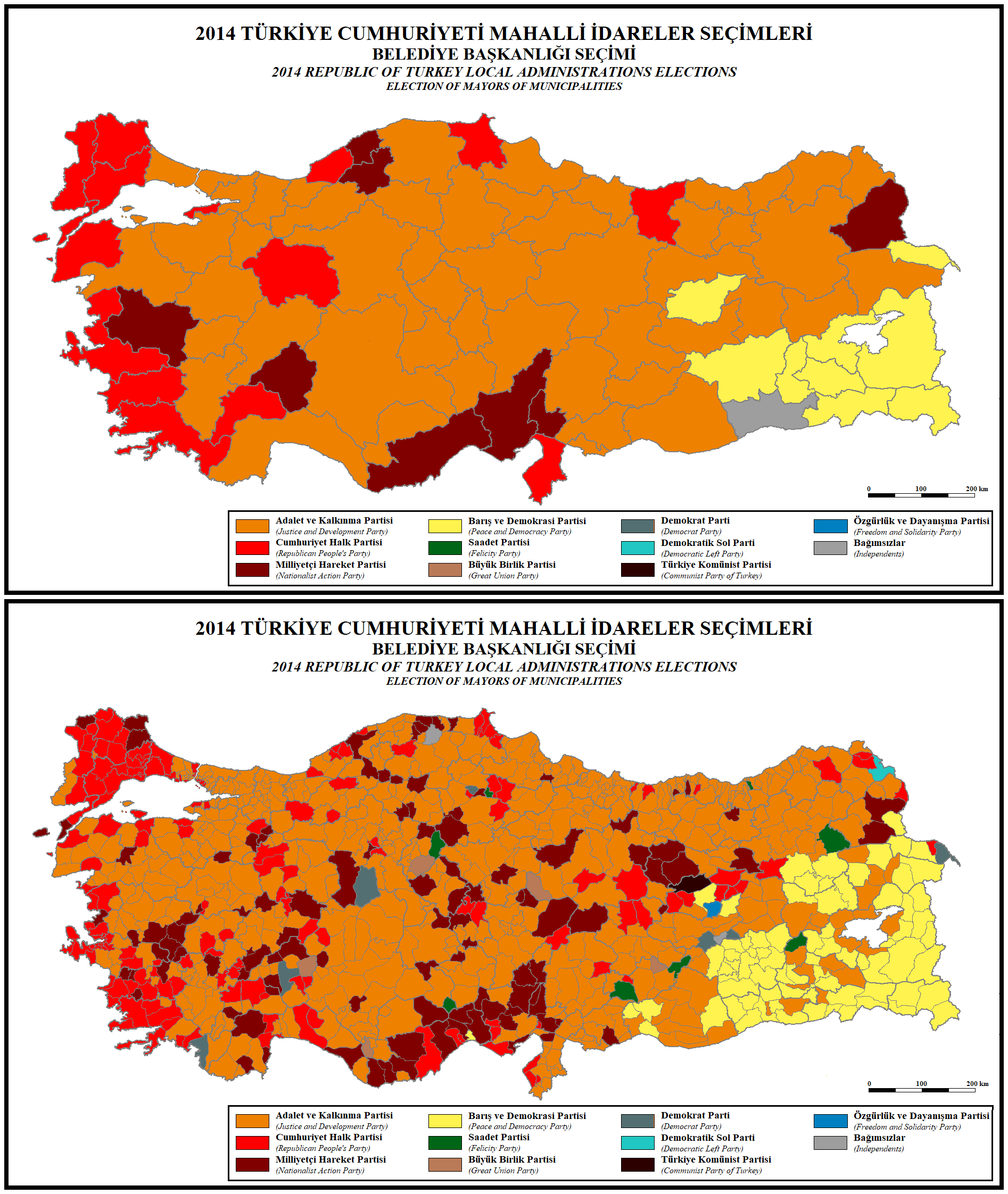
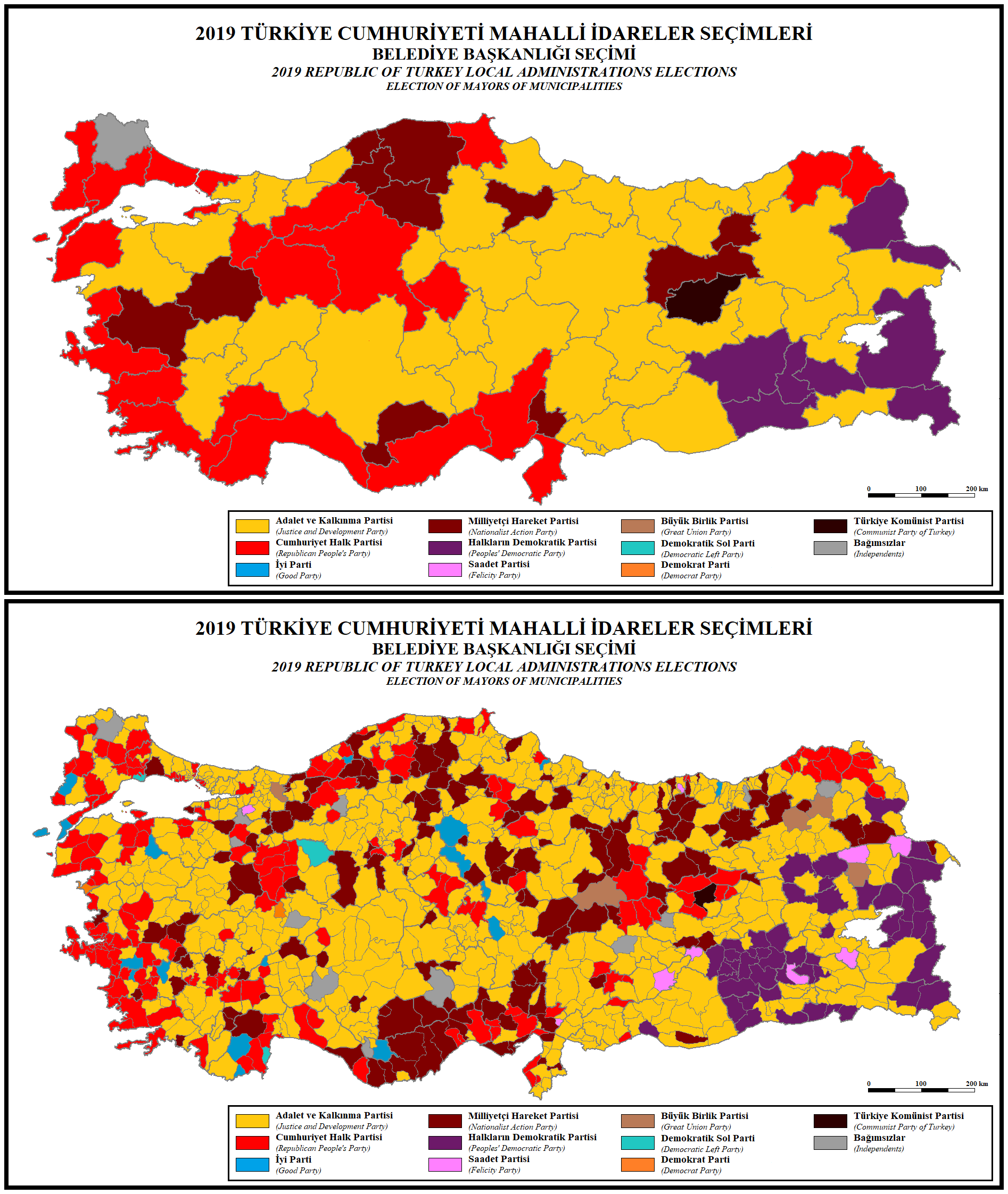